# آلفونسو لیوا
آلفونسو لیوا (به انگلیسی: Alfonso Leyva؛ زادهٔ ۶ ژانویهٔ ۱۹۹۳) یک کشتی‌گیر فرنگی‌کار اهل مکزیک است. وی سابقه حضور در المپیک ۲۰۲۰ توکیو را دارد.